# Sean Keating
Sean Owen Keating (ur. 1999) – australijski zapaśnik walczący w stylu wolnym. Złoty medalista mistrzostw Oceanii w 2019 i trzeci w zawodach juniorów w 2019 roku.